# Mesoleuca latialbata
Mesoleuca latialbata är en fjärilsart som beskrevs av Barnes och Mcdunnough 1917. Mesoleuca latialbata ingår i släktet Mesoleuca och familjen mätare. Inga underarter finns listade i Catalogue of Life.